# Presidium
Ett presidium utgörs av den som är ordinarie ordförande och den eller de som är vice ordförande i en förening, sammanträde eller annan organiserad grupp av människor. Var och en av dem kan kallas presidial.
Personerna i presidiet är de som kan och ska fungera som ordförande om inte särskilda skäl finns. I utvidgad mening kan ibland även sekreterare och eventuella rösträknare som bistår ordföranden i hens arbete anses ingå i presidiet, och likaså ibland även den främste föredragande verksamhetschefen.
Normalt är det ordföranden, ofta i samarbete med övriga medlemmar i presidiet, som inte bara fördelar ordet på ett sammanträde, utan som också lägger upp de organisatoriska planerna inför sammanträdet, såsom att upprätta förslag till dagordning och tidsplanering. Det är ordföranden som har ansvar för att kalla till sammanträde. Tidpunkterna för sammanträden brukar fastställas av presidiet eller av alla ledamöter. Övriga ledamöter kan begära att ordförande kallar till sammanträde. Föreningens stadgar eller reglementen brukar reglera hur många ledamöters begäran om sammanträde som krävs för att ordföranden ska vara tvungen att kalla.